# Sheringham
Sheringham é uma cidade costeira em freguesia no distrito de North Norfolk em Norfolk, Inglaterra. Está distante 27,0 mi (43,5 km) de Norwich e 4,3 mi (6,92 km) de Cromer. Sheringham é a cidade-irmã de Otterndorf, Alemanha. As pessoas nascidas em Sheringham são denominadas Shannocks. Tem praia e é zona de veraneio.

## Transporte
A via principal é a A149, que vai de King's Lynn até Cromer.

### Ferrovias
A povoado possui duas redes ferroviárias, uma privada e a outra do governo. Os serviços de trem chegam em vários destinos em pouco tempo, passam por cidades, tais como: Norwich (45 minutos), Ipswich, e London. A rede é constituída por Dois linhas: a Bitten Line, e a  North Norfolk Railway.

### Aeroporto
O Aeroporto Norwich está localizado 23,0 mi (37,0 km) ao sul do povoado e oferece ligações aéreas directas entre o Reino Unido e a Europa.

## História
No Domesday Book, Sheringham foi chamada Silingeham.

### Primeira Guerra Mundial
Durante a Primeira Guerra Mundial, Sheringham teve a experiência de ser atacada por L4 zeppelin alemães.

## Museu
O Mo é um  museu, localizado na povoado de Sheringham. O instituto abriga uma importante coleção Baleeira, preservando cópias originais das embarcações.

## Gallery

Sheringham
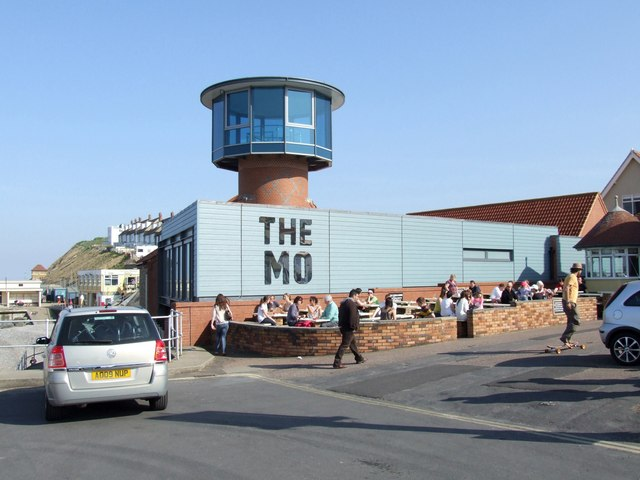
O Mo é uma  museológica
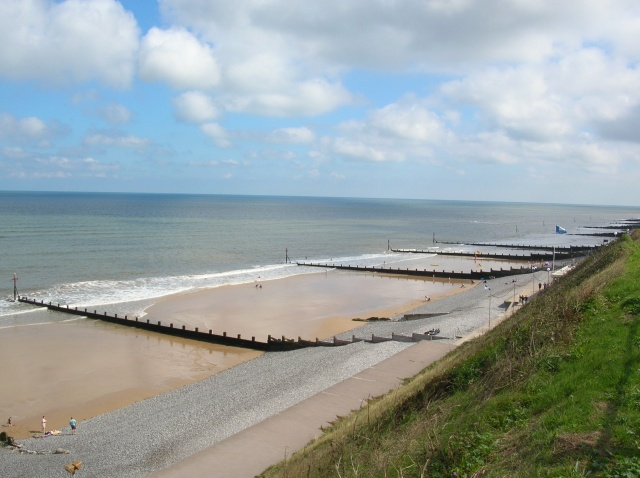
Praia
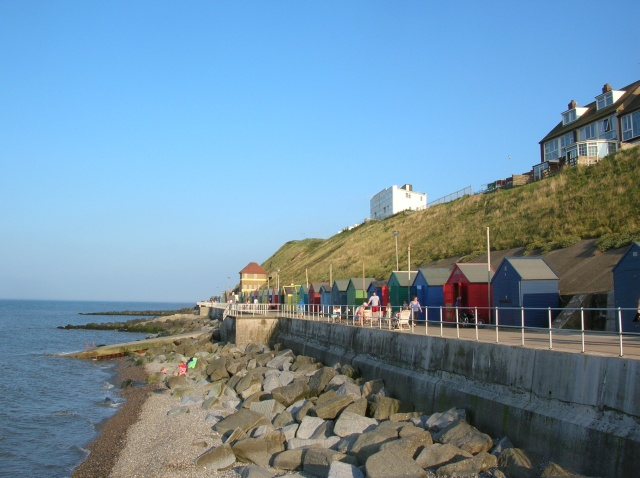
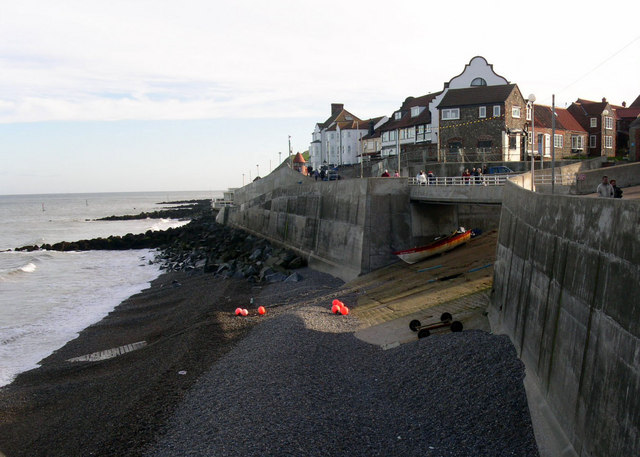
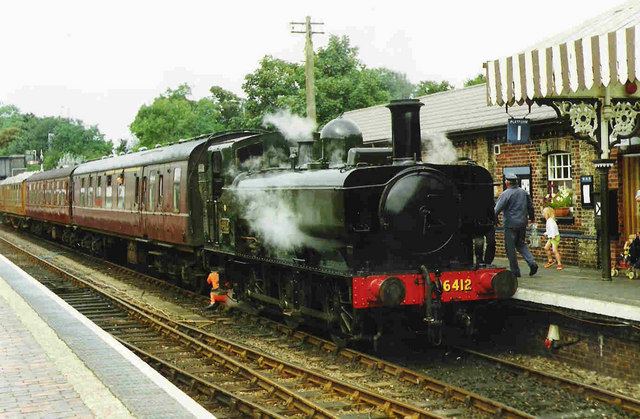
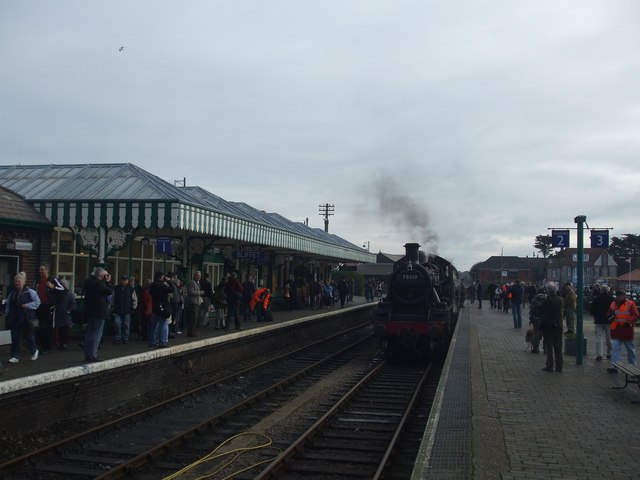
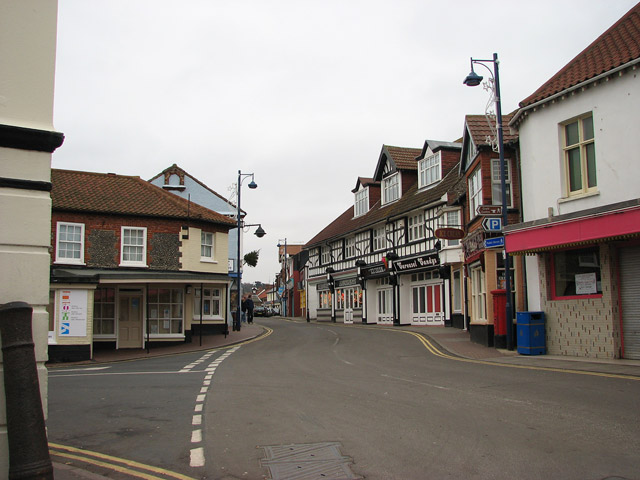
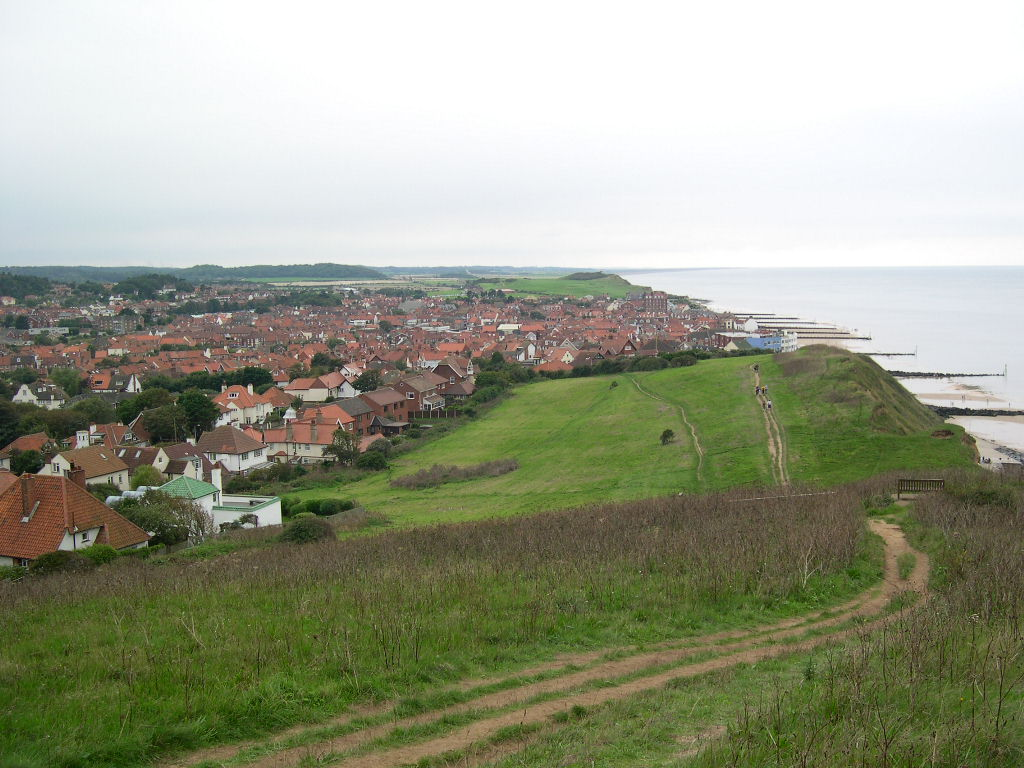
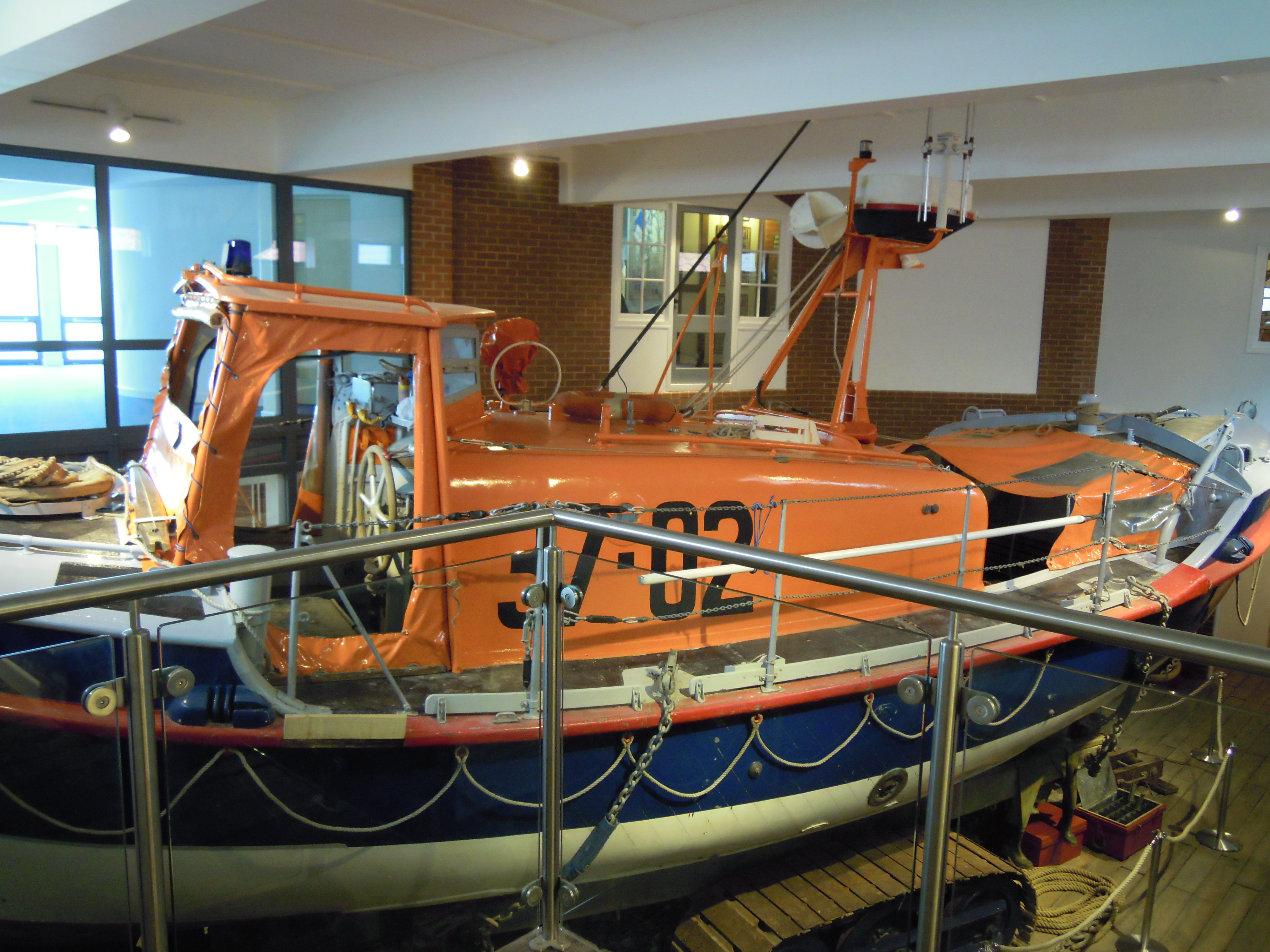
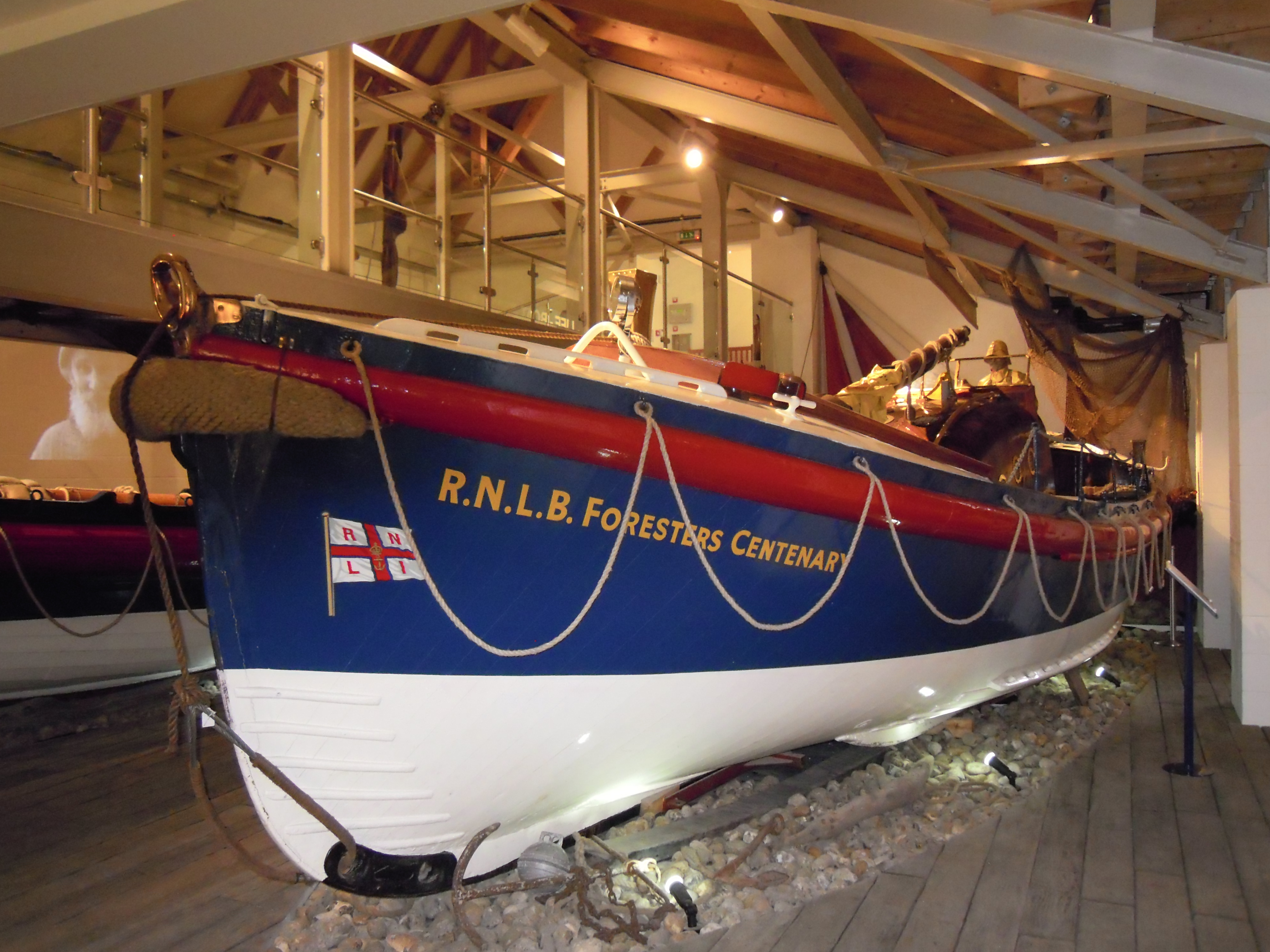
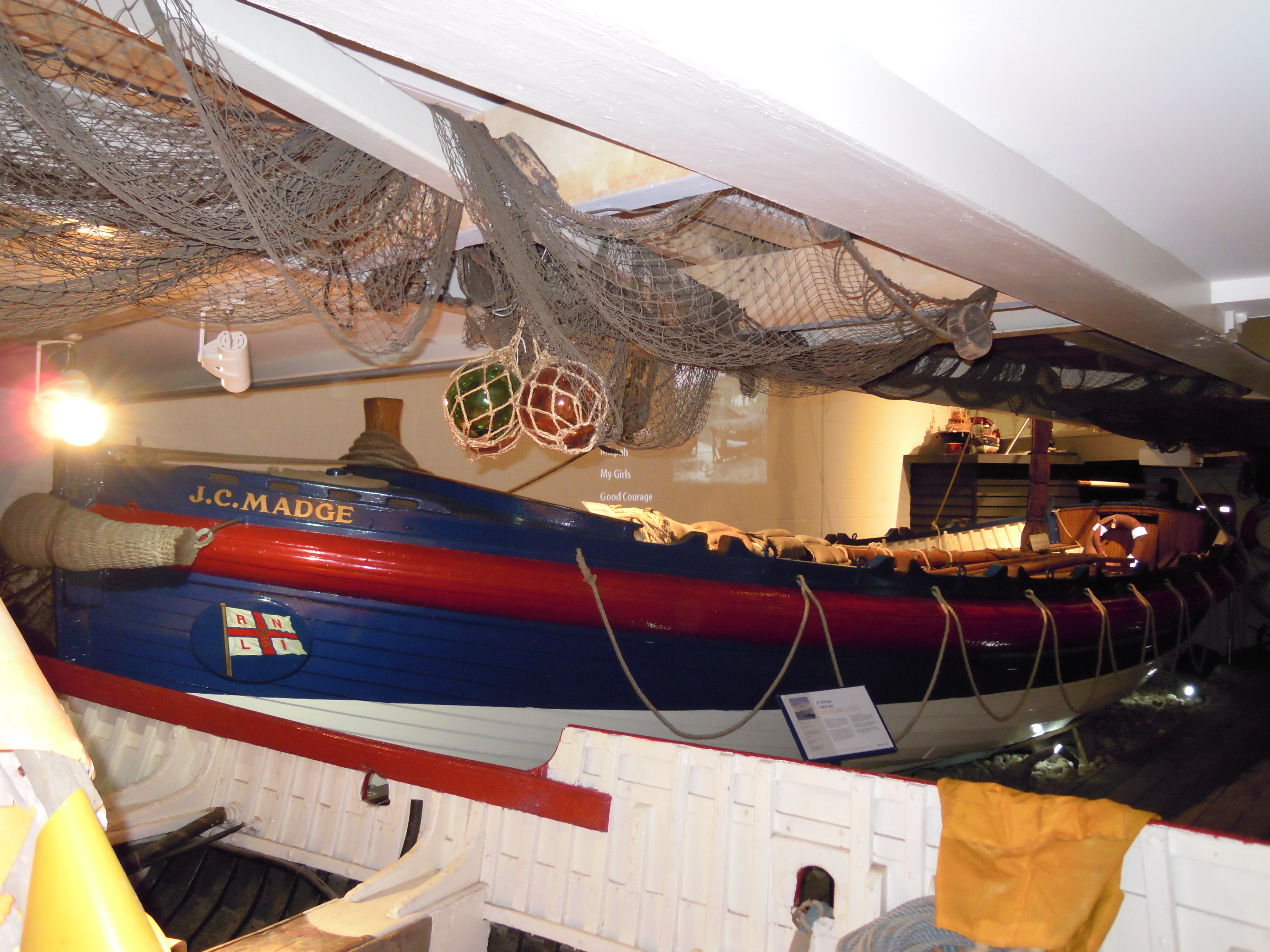
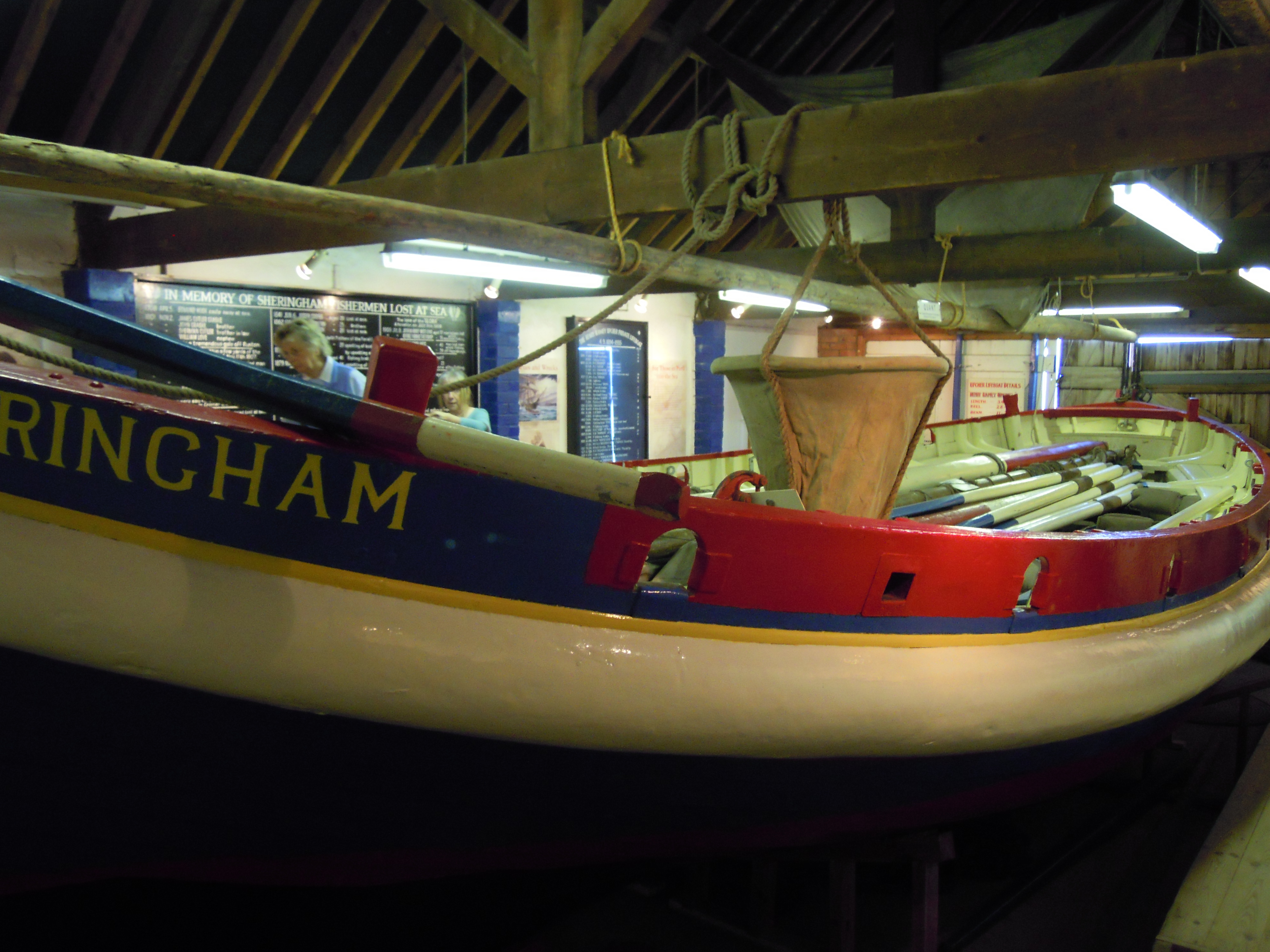